# Zhongyuan Airlines
Zhongyuan Airlines war eine Fluggesellschaft mit Sitz in Zhengzhou in der Provinz Henan in der Volksrepublik China und wurde am 15. Mai 1986 gegründet. Am 4. August 2000 übernahm China Southern Airlines die Fluggesellschaft.

## Flotte
- 5 Boeing 737-300
- 2 Xian Y-7